# جحندد (حديبو)

تعديل مصدري - تعديل

جحندد إحدى قرى مديرية حديبو التابعة لمحافظة سقطرى، بلغ تعداد سكانها 82 نسمة حسب تعداد اليمن لعام 2004.